# 宮下健三
宮下 健三（みやした けんぞう、1930年 - ）は、ドイツ文学者、宇都宮大学名誉教授。

## 来歴
北海道生まれ。1953年北海道大学独文科卒。北大講師、1965年金沢大学助教授、1970年宇都宮大学助教授、教授、1996年定年退官、名誉教授。

## 著書
- 『私のドイツ 文化と風土への旅』東出版　1978
- 『メーリケ研究 文学における多様性の調和とその成立過程』南江堂　1981
- 『音楽への招待』吉野教育図書　1982　吉野ろまん新書
- 『ミュンヘンの世紀末 現代芸術運動の源流』1985　中公新書
- 『ライン河畔の四季 詩集』花神社　1994

## 翻訳
- ヨハナ・シュピーリ原作『リサちゃんとこひつじ』女子パウロ会　1973
- メーリケ『旅の日のモーツァルト』1974　岩波文庫

## 参考
- 中公新書　著者紹介